# رحاب الجمل
رحاب الجمل (20 أبريل 1974 -)، ممثلة مصرية.

## عن حياتها
على الرغم من مشاركتها في أكثر من عمل فني، إلا أن دورها في فيلم «إحكي يا شهرزاد» مع المخرج يسري نصر الله أزاح الستار عن نجمة واعدة وساطعة في عالم الفن، إنها رحاب الجمل التي يعتبر دورها في «إحكي يا شهرزاد» انطلاقة جديدة لها في عالم الفن، وهو ما أكده «مهرجان الإسكندرية السينمائي الدولي» الذي اختارها كأفضل ممثلة شابة.

## أعمالها

### من الأفلام
- ليلة هنا وسرور
- عبده موتة.
- إحكي يا شهرزاد.
- عمر وسلمى.
- وش إجرام.
- همام في أمستردام.
- أهواك.
- بنت من دار السلام

### من المسلسلات
- اتنين في الصندوق
- فرعون
- كيد النسا 2
- كيد النسا
- خطوط حمراء
- مع سبق الإصرار
- خرم إبره
- البلطجي
- الهروب
- منتهى العشق
- زهرة وأزواجها الخمسة
- أولاد الحلال
- عصابة بابا وماما
- البرنس بدور عبير
- شقة ستة
- توبة بدور فايزة
- بيت الرفاعي

## روابط خارجية
- رحاب الجمل على موقع IMDb (الإنجليزية)
- رحاب الجمل على موقع الدهليز
- رحاب الجمل على موقع قاعدة بيانات الأفلام العربية
- رحاب الجمل على موقع قاعدة بيانات الفيلم (الإنجليزية)